# Dextrorphane
Pour les articles homonymes, voir DXO.
Le dextrorphane (DXO) est un métabolite actif du dextrométhorphane. C'est un psychotrope, opiacé par sa structure chimique, mais il se différencie pharmacologiquement des opioïdes morphiniques. Il peut être utilisé comme antitussif ou comme hallucinogène dissociatif.